# Liste de personnalités mortes le jour de leur anniversaire

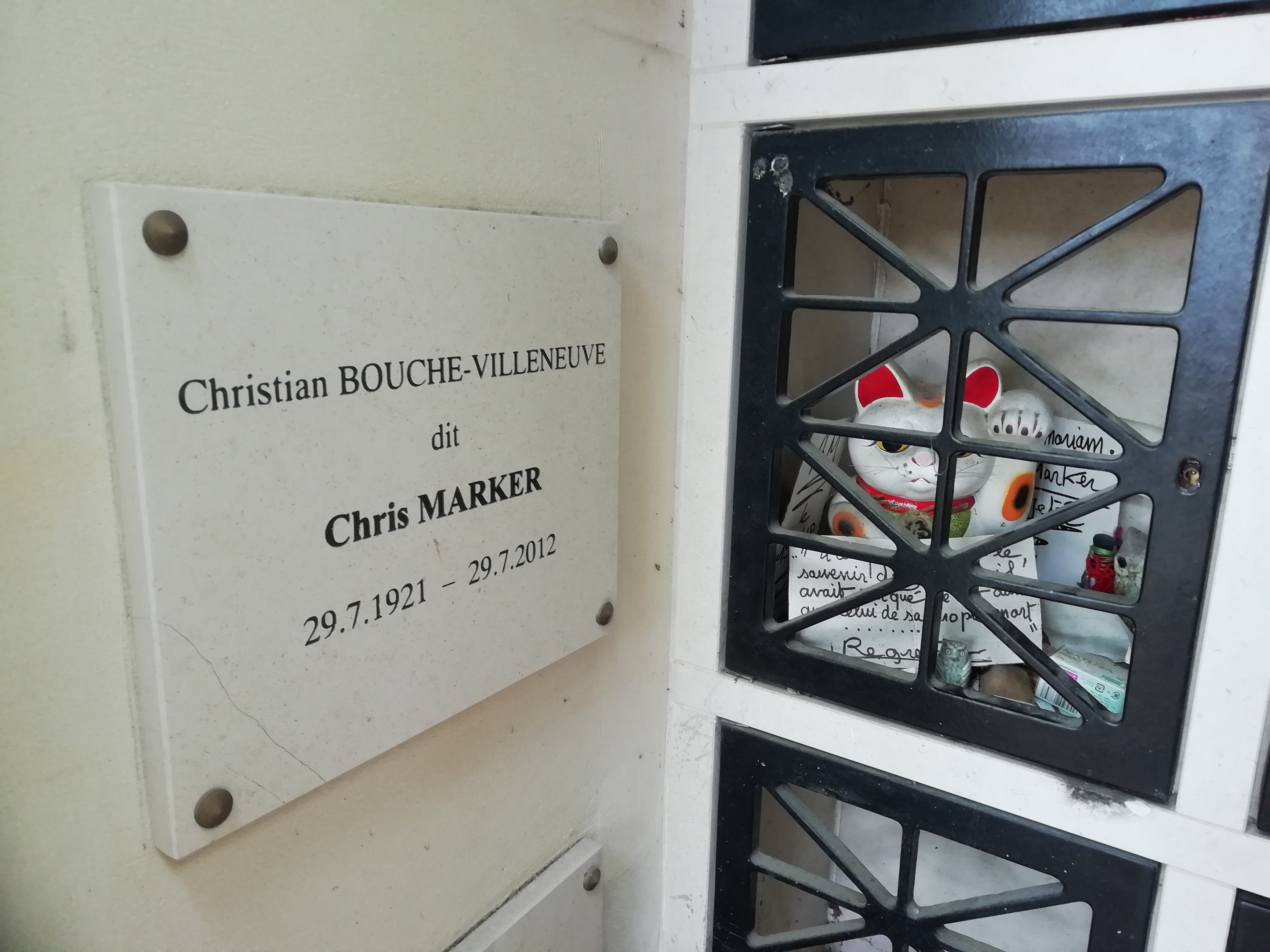
La plaque signalant l'urne funéraire de Chris Marker mentionne la même date de naissance et de mort, le 29 juillet, resp. 1921 et 2012.

Cette page propose une liste de personnalités mortes le jour de leur anniversaire.

## Analyse
Une étude publiée en 1997, portant sur la population suisse morte de causes naturelles entre le 1er janvier 1969 et le 31 décembre 1992, met en évidence que dans cet échantillon, la mortalité est maximale le jour de l'anniversaire.
Une étude publiée en 2009 s'intéresse à l'augmentation de la mortalité le jour de leur anniversaire chez les joueurs de la Ligue majeure de baseball.
Selon une étude publiée en juin 2012, dans la revue scientifique Annals of Epidemiology (en), il y a plus de risques de mourir le jour de son anniversaire, notamment chez les personnes de plus de 60 ans. L'étude a analysé les cas de 2 millions de personnes mortes le jour de leur anniversaire entre 1969 et 2008, et en a conclu que le risque augmentait de 14 %. Elle explique cela notamment à cause des « facteurs psychologiques », se traduisant par une hausse des suicides de 34,9 % particulièrement chez les hommes. Sont également mentionnées des augmentations de 28,5 % des accidents mortels et de 44 % de décès par des chutes en tout genre. Elle note aussi des hausses de 18,6 % des crises cardiaques (particulièrement chez les hommes), et de 21,5 % d'attaques cérébrales (particulièrement chez les femmes),.
Le professeur de psychologie Richard Wiseman explique que pour certains chercheurs, cela est dû à des excès de boissons et de nourritures qui provoquent ensuite la mort. D'autres parlent de l'effet nocebo : « Vous savez que la mort n'est pas loin et vous vous accrochez jusqu'au jour J. Et puis, après, c'est le moment de partir. »,.
En décembre 2014, une nouvelle étude menée par l'université de Chicago, montre que le risque de mourir le jour de son anniversaire, est plus élevé de 6,7 %. Elle analyse que les 20-29 ans sont les plus touchés, en émettant que c'est « peut être le signe d'une fête d'anniversaire qui tourne mal ». Elle note également que chez les octogénaires, le taux baisse à 4,6 %,.
Appelé le « syndrome de l'anniversaire », l'INSEE déclare en octobre 2024, que le « risque de mourir [le jour de son anniversaire] augmente en moyenne dans la population française de 6 % par rapport au reste de l'année ». L'institut ajoute que chez les « jeunes adultes », et plus particulièrement « les hommes de 18 à 39 ans, on note une surmortalité de 24 % ». Cette surmortalité peut s'expliquer par plusieurs facteurs, notamment une prise de risques, d'alcool ou une fatigue liée à la fête lors de la célébration de son anniversaire.

## Liste des personnalités
| Portrait | Personnalité                      | Date       | °    | †    | Âge | Nationalité              | Commentaire |         |
| -------- | --------------------------------- | ---------- | ---- | ---- | --- | ------------------------ | --- | ------- |
|          | James Abourezk                    | 24 fév.    | 1931 | 2023 | 92  | États-Unis               | Homme politique | [ 10 ]  |
|          | Élisabeth Achler                  | 25 nov.    | 1386 | 1420 | 34  | Allemagne                | Mystique | [ 11 ]  |
|          | Raffaele D'Alessandro             | 17 mars    | 1911 | 1959 | 48  | Suisse                   | Compositeur | [ 12 ]  |
|          | John Marco Allegro                | 17 fév.    | 1923 | 1988 | 65  | Royaume-Uni              | Libre penseur | [ 13 ]  |
|          | Frances Allen                     | 4 août     | 1932 | 2020 | 88  | États-Unis               | Informaticienne, pionnière dans les compilateurs | [ 14 ]  |
|          | Thérèse-Mirza Allix               | 16 sept.   | 1816 | 1882 | 66  | France                   | Peintre et miniaturiste | ,       |
|          | Ramsay Ames                       | 30 mars    | 1919 | 1998 | 79  | États-Unis               | Actrice | [ 17 ]  |
|          | William Hopton Anderson           | 30 déc.    | 1891 | 1975 | 84  | Australie                | Air vice-marshal dans la Royal Australian Air Force | [ 18 ]  |
|          | Viktors Arājs                     | 13 janv.   | 1910 | 1988 | 78  | Lettonie                 | Collaborateur nazi | [ 19 ]  |
|          | Josette Arène-Delmas              | 13 août    | 1924 | 2019 | 95  | France                   | Nageuse | [ 20 ]  |
|          | Michael Aris                      | 27 mars    | 1946 | 1999 | 53  | Royaume-Uni              | Écrivain et orientaliste | [ 21 ]  |
|          | Dominique Arly                    | 8 nov.     | 1915 | 2009 | 94  | France                   | Écrivain | [ 22 ]  |
|          | Gertrude Astor                    | 9 nov.     | 1887 | 1977 | 90  | États-Unis               | Actrice | [ 23 ]  |
|          | Henry Austin                      | 26 août    | 1906 | 2000 | 94  | Royaume-Uni              | Joueur de tennis | [ 24 ]  |
|          | Sherwood Bailey                   | 6 août     | 1923 | 1987 | 64  | États-Unis               | Acteur | [ 25 ]  |
|          | Jacques Bainville                 | 9 fév.     | 1879 | 1936 | 57  | France                   | Journaliste, historien et académicien | [ 26 ]  |
|          | Ella Baker                        | 13 déc.    | 1903 | 1986 | 83  | États-Unis               | Activiste du mouvement des droits civiques des Afro-Américains                                                                                              | [ 27 ]  |
|          | Božo Bakota                       | 5 oct.     | 1950 | 2015 | 65  | Yougoslavie Croatie      | Footballeur | [ 28 ]  |
|          | John Banner                       | 28 janv.   | 1910 | 1973 | 63  | Autriche                 | Acteur | [ 29 ]  |
|          | Edwin Barnes                      | 6 fév.     | 1935 | 2019 | 84  | Royaume-Uni              | Ancien évêque anglican devenu prêtre catholique | [ 30 ]  |
|          | Sam Bass                          | 21 juill.  | 1851 | 1878 | 27  | États-Unis               | Criminel | [ 31 ]  |
|          | Sidney Bechet                     | 14 mai     | 1897 | 1959 | 62  | États-Unis               | Jazzman | [ 32 ]  |
|          | Ingrid Bergman                    | 29 août    | 1915 | 1982 | 67  | Suède                    | Actrice | [ 33 ]  |
|          | Jacques Berthier                  | 27 juin    | 1923 | 1994 | 71  | France                   | Compositeur, organiste | [ 34 ]  |
|          | Amédée Bertin de la Hautière      | 24 oct.    | 1805 | 1875 | 70  | France                   | Homme politique | [ 35 ]  |
|          | Philippe Bigot                    | 17 sept.   | 1942 | 2018 | 76  | France                   | Boulanger | [ 36 ]  |
|          | René Binet                        | 16 oct.    | 1913 | 1957 | 44  | France                   | Militant politique | [ 37 ]  |
|          | Mykolas Biržiška                  | 24 août    | 1882 | 1962 | 80  | Lituanie                 | Homme politique | [ 38 ]  |
|          | Daniel Blanchard                  | 3 mai      | 1934 | 2024 | 90  | France                   | Écrivain | [ 39 ]  |
|          | Dock Boggs                        | 7 fév.     | 1898 | 1971 | 73  | États-Unis               | Chanteur, auteur et joueur de banjo de music old-time | [ 40 ]  |
|          | Corrie ten Boom                   | 15 avril   | 1892 | 1983 | 91  | Pays-Bas                 | Résistante | [ 41 ]  |
|          | Billy Boucher                     | 10 nov.    | 1899 | 1958 | 59  | Canada                   | Joueur de hockey sur glace | [ 42 ]  |
|          | Charlotte de Bourbon              | 13 juill.  | 1808 | 1886 | 78  | France                   | Comtesse | [ 43 ]  |
|          | Léon Boutbien                     | 25 fév.    | 1915 | 2001 | 86  | France                   | Homme politique | [ 44 ]  |
|          | Giuseppina Bozzacchi              | 23 nov.    | 1853 | 1870 | 17  | Italie                   | Danseuse | [ 45 ]  |
|          | Rudolf Brandt                     | 2 juin     | 1909 | 1948 | 39  | Allemagne                | Fonctionnaire, officier des SS | [ 46 ]  |
|          | Marcel Broodthaers                | 28 janv.   | 1924 | 1976 | 52  | Belgique                 | Artiste plasticien | [ 47 ]  |
|          | Gilles Brown                      | 6 fév.     | 1943 | 2016 | 73  | Canada                   | Chanteur | [ 48 ]  |
|          | Thomas Browne                     | 19 oct.    | 1605 | 1682 | 77  | Angleterre               | Écrivain anglican | [ 49 ]  |
|          | Hervé Cassan                      | 8 mars     | 1947 | 2021 | 74  | France                   | Diplomate, professeur et avocat | [ 50 ]  |
|          | Michèle Causse                    | 29 juill.  | 1936 | 2010 | 74  | France                   | Écrivaine | [ 51 ]  |
|          | Constantin Cavafy                 | 29 avr.    | 1863 | 1933 | 70  | Grèce                    | Poète | [ 52 ]  |
|          | Claude Chautemps                  | 22 avr.    | 1914 | 1982 | 68  | France                   | Aviateur | [ 53 ]  |
|          | Maury Chaykin                     | 27 juill.  | 1949 | 2010 | 59  | Canada États-Unis        | Acteur | [ 54 ]  |
|          | Bartolomeo Cincani                | 11 oct.    | 1450 | 1523 | 73  | Italie                   | Peintre | [ 55 ]  |
|          | Olivier de Clisson                | 23 avr.    | 1336 | 1407 | 71  | France                   | Connétable de France | [ 56 ]  |
|          | Gérard-Marie Coderre              | 19 déc.    | 1904 | 1993 | 89  | Canada                   | Évêque québécois | [ 57 ]  |
|          | François Corteggiani              | 21 sept.   | 1953 | 2022 | 69  | France                   | Dessinateur et scénariste de bande dessinée | [ 58 ]  |
|          | Georges Courteline                | 25 juin    | 1858 | 1929 | 71  | France                   | Romancier et dramaturge | [ 59 ]  |
|          | Luis Cuellar                      | 22 déc.    | 1940 | 2009 | 69  | Colombie                 | Homme politique | [ 60 ]  |
|          | Edmund Curtis                     | 25 mars    | 1881 | 1943 | 62  | Royaume-Uni              | Historien | [ 61 ]  |
|          | Gérard Daille                     | 6 fév.     | 1916 | 2000 | 84  | France                   | Amiral | [ 62 ]  |
|          | Evaristo Felice Dall'Abaco        | 12 juill.  | 1675 | 1742 | 67  | Italie                   | Violoniste, violoncelliste et compositeur de musique baroque                                                                                                | [ 63 ]  |
|          | Robert De Niro                    | 3 mai      | 1922 | 1993 | 71  | États-Unis               | Peintre, lithographe, sculpteur, poète et père de l'acteur Robert De Niro.                                                                                  | [ 64 ]  |
|          | Victor Delefortrie                | 29 août    | 1810 | 1889 | 79  | France                   | Architecte | [ 65 ]  |
|          | Peter Dickinson                   | 16 déc.    | 1927 | 2015 | 88  | Royaume-Uni              | Écrivain | [ 66 ]  |
|          | Edward D. DiPrete                 | 8 juill.   | 1934 | 2025 | 91  | États-Unis               | homme politique, gouverneur | [ 67 ]  |
|          | Étienne Dolet                     | 3 août     | 1509 | 1546 | 37  | France                   | Écrivain, poète, imprimeur, humaniste et philologue | [ 68 ]  |
|          | Mike Douglas                      | 11 août    | 1925 | 2006 | 81  | États-Unis               | Acteur, chanteur et animateur de télévision | [ 69 ]  |
|          | René Dubos                        | 20 fév.    | 1901 | 1982 | 81  | France                   | Agronome, biologiste et écologue | [ 70 ]  |
|          | Maxime Du Camp                    | 8 fév.     | 1822 | 1894 | 72  | France                   | Écrivain, membre de l'Académie française | [ 71 ]  |
|          | Michel Dugué                      | 14 août    | 1946 | 2024 | 78  | France                   | Poète | [ 72 ]  |
|          | Stephen Dunham                    | 14 sept.   | 1964 | 2012 | 48  | États-Unis               | Acteur | [ 73 ]  |
|          | Annemarie Düringer                | 26 nov.    | 1925 | 2014 | 89  | Suisse                   | Actrice | [ 74 ]  |
|          | Élisabeth d'York                  | 11 fév.    | 1466 | 1503 | 37  | Angleterre               | Reine d'Angleterre | [ 75 ]  |
|          | Hy Eisman                         | 27 mars    | 1927 | 2025 | 98  | États-Unis               | Auteur de bandes dessinées | [ 76 ]  |
|          | Jacques Ertaud                    | 18 nov.    | 1924 | 1995 | 71  | France                   | Réalisateur | [ 77 ]  |
|          | Florbela Espanca                  | 8 déc.     | 1894 | 1930 | 36  | Portugal                 | Poétesse | [ 78 ]  |
|          | Cornelis Evertsen                 | 16 nov.    | 1642 | 1706 | 64  | Provinces-Unies          | Amiral | [ 79 ]  |
|          | María Félix                       | 8 avr.     | 1914 | 2002 | 88  | Mexique                  | Actrice | [ 80 ]  |
|          | Raymond Février                   | 15 nov.    | 1920 | 2021 | 101 | France                   | Scientifique et zootechnicien | [ 81 ]  |
|          | Gay Firth                         | 9 janv.    | 1937 | 2005 | 68  | Irlande                  | Autrice | [ 82 ]  |
|          | David Flusser                     | 15 sept.   | 1917 | 2000 | 83  | Israël                   | Universitaire, spécialiste du judaïsme | [ 83 ]  |
|          | Philippa Foot                     | 3 oct.     | 1920 | 2010 | 90  | Royaume-Uni États-Unis   | Philosophe | [ 84 ]  |
|          | Günther Förg                      | 5 déc.     | 1952 | 2013 | 61  | Allemagne                | Peintre contemporain | [ 85 ]  |
|          | Betty Friedan                     | 4 fév.     | 1921 | 2006 | 85  | États-Unis               | Féministe et écrivaine | [ 86 ]  |
|          | Édouard Froment                   | 13 mars    | 1884 | 1973 | 89  | France                   | Homme politique | [ 87 ]  |
|          | Eva Ganizate                      | 4 janv.    | 1986 | 2014 | 28  | France                   | Soprano lyrique | [ 88 ]  |
|          | Amado García Guerrero             | 2 juin     | 1931 | 1961 | 30  | République dominicaine   | Militaire | [ 89 ]  |
|          | Ferdinand Ghesquière              | 1er mars   | 1933 | 2021 | 88  | Belgique                 | Homme politique | [ 90 ]  |
|          | Stephen Ranulph Kingdon Glanville | 26 avr.    | 1900 | 1956 | 56  | Royaume-Uni              | Égyptologue | [ 91 ]  |
|          | Milton Glaser                     | 26 juin    | 1929 | 2020 | 91  | États-Unis               | Graphiste et typographe | [ 92 ]  |
|          | Yehoshua Glazer                   | 29 déc.    | 1927 | 2018 | 91  | Israël                   | Footballeur | [ 93 ]  |
|          | Anton Grasser                     | 3 nov.     | 1891 | 1976 | 85  | Allemagne                | Militaire | [ 94 ]  |
|          | Georges Grillot                   | 13 juill.  | 1926 | 2024 | 98  | France                   | Militaire |         |
|          | Jean Groix                        | 27 janv.   | 1950 | 1991 | 41  | France                   | Militant politique pour l'autonomie de la Bretagne | [ 95 ]  |
|          | Merle Haggard                     | 6 avr.     | 1937 | 2016 | 79  | États-Unis               | Chanteur de musique country | [ 96 ]  |
|          | Robert Haillet                    | 26 sept.   | 1931 | 2011 | 80  | France                   | Joueur de tennis | [ 97 ]  |
|          | John Harrison                     | 24 mars    | 1693 | 1776 | 83  | Royaume-Uni              | Horloger | [ 98 ]  |
|          | Gabby Hartnett                    | 20 déc.    | 1900 | 1972 | 72  | États-Unis               | Joueur de baseball | [ 99 ]  |
|          | Walter Norman Haworth             | 19 mars    | 1883 | 1950 | 67  | Royaume-Uni              | Chimiste, lauréat du prix Nobel de chimie de 1937 | [ 100 ] |
|          | Henri Ier                         | 31 janv.   | 1512 | 1580 | 68  | Portugal                 | Cardinal-roi du Portugal | [ 101 ] |
|          | Françoise Héritier                | 15 nov.    | 1933 | 2017 | 84  | France                   | Anthropologue, ethnologue et féministe | [ 102 ] |
|          | Paul Herman                       | 29 mars    | 1946 | 2022 | 76  | États-Unis               | Acteur | [ 103 ] |
|          | Thierry Hermès                    | 10 janv.   | 1801 | 1878 | 77  | France                   | Personnalité du monde des affaires, fondateur de la Maison Hermès                                                                                           | [ 104 ] |
|          | Johannes Hevelius                 | 28 janv.   | 1611 | 1687 | 76  | Allemagne Pologne        | Astronome | [ 105 ] |
|          | Magnus Hirschfeld                 | 14 mai     | 1868 | 1935 | 67  | Allemagne                | Médecin, l'un des pères fondateurs des mouvements de libération homosexuelle                                                                                | [ 106 ] |
|          | Charles Hope                      | 7 avr.     | 1912 | 1987 | 75  | Royaume-Uni              | Membre de la Chambre des lords et militaire |         |
|          | Valentine Hugo                    | 16 mars    | 1887 | 1968 | 81  | France                   | Artiste peintre, illustratrice |         |
|          | André Isoir                       | 20 juill.  | 1935 | 2016 | 81  | France                   | Organiste | [ 107 ] |
|          | Larry James                       | 6 nov.     | 1947 | 2008 | 61  | États-Unis               | Athlète, médaille d'or du relais 4 × 400 mètres lors des JO de 1968                                                                                         | [ 108 ] |
|          | Josué Jéhouda                     | 19 mars    | 1892 | 1966 | 74  | Russie Suisse            | Écrivain et journaliste, militant sioniste | [ 109 ] |
|          | Walter B. Jones Jr.               | 10 fév.    | 1943 | 2019 | 76  | États-Unis               | Homme politique | [ 110 ] |
|          | Pascal Josèphe                    | 20 nov.    | 1954 | 2022 | 68  | France                   | Homme de télévision | [ 111 ] |
|          | Hugo Junkers                      | 3 fév.     | 1859 | 1935 | 76  | Allemagne                | Ingénieur, pionnier de la construction aéronautique | [ 112 ] |
|          | Dominique Kalifa                  | 12 sept.   | 1957 | 2020 | 63  | France                   | Historien | [ 113 ] |
|          | Kamehameha V                      | 11 déc.    | 1830 | 1872 | 42  | Hawaï                    | Cinquième roi du Royaume d'Hawaï | [ 114 ] |
|          | Alfred Kazin                      | 5 juin     | 1915 | 1998 | 83  | États-Unis               | Écrivain et critique littéraire | [ 115 ] |
|          | Machine Gun Kelly                 | 18 juill.  | 1895 | 1954 | 59  | États-Unis               | Criminel | [ 116 ] |
|          | Motoo Kimura                      | 13 nov.    | 1924 | 1994 | 70  | Japon                    | Théoricien de l'évolution | [ 117 ] |
|          | Dynamite Kid                      | 5 déc.     | 1958 | 2018 | 60  | Royaume-Uni              | Catcheur | [ 118 ] |
|          | Hendrick de Keyser                | 15 mai     | 1565 | 1621 | 56  | Pays-Bas                 | Architecte et sculpteur | [ 119 ] |
|          | Simon-Pierre Kikhounga-Ngot       | 8 avr.     | 1922 | 2015 | 93  | Rép. du Congo            | Homme politique | [ 120 ] |
|          | Michel de Klerk                   | 24 nov.    | 1884 | 1923 | 39  | Pays-Bas                 | Architecte | [ 121 ] |
|          | Otto Kruger                       | 6 sept.    | 1885 | 1974 | 89  | États-Unis               | Acteur | [ 122 ] |
|          | Fatima Kuinova                    | 28 déc.    | 1926 | 2021 | 95  | Tadjikistan              | Chanteuse | [ 123 ] |
|          | Olivier Lacombe                   | 2 juill.   | 1904 | 2001 | 97  | France                   | Philosophe | [ 124 ] |
|          | Daniel Lagache                    | 3 déc.     | 1903 | 1972 | 69  | France                   | Psychiatre et psychanalyste | [ 125 ] |
|          | Basilio Lami Dozo                 | 1er fév.   | 1929 | 2017 | 88  | Argentine                | Militaire | [ 126 ] |
|          | Lucienne Laurentie                | 1er avr.   | 1905 | 1994 | 89  | France                   | Résistante | [ 127 ] |
|          | Henri Legohérel                   | 6 sept.    | 1937 | 2019 | 82  | France                   | Historien du droit | [ 128 ] |
|          | Marie Lemoine                     | 29 déc.    | 1887 | 1984 | 97  | France                   | Botaniste et phycologue | [ 129 ] |
|          | Giuseppe Livizzani Mulazzani      | 20 mars    | 1688 | 1754 | 66  | Italie                   | Cardinal catholique | [ 130 ] |
|          | Guido Breña López                 | 9 juill.   | 1931 | 2013 | 82  | Pérou                    | Évêque catholique | [ 131 ] |
|          | Erhard Loretan                    | 28 avr.    | 1959 | 2011 | 52  | Suisse                   | Alpiniste et guide de haute montagne | [ 132 ] |
|          | James Lovelock                    | 26 juill.  | 1919 | 2022 | 103 | Royaume-Uni              | Penseur, scientifique et environnementaliste indépendant | [ 133 ] |
|          | Cristoforo Madruzzo               | 5 juill.   | 1512 | 1578 | 66  | Italie                   | Cardinal | [ 134 ] |
|          | Maera                             | 11 déc.    | 1896 | 1924 | 28  | Espagne                  | Matador | [ 135 ] |
|          | Jean Maran                        | 8 mai      | 1920 | 2021 | 101 | France                   | Homme politique | [ 136 ] |
|          | Chris Marker                      | 29 juill.  | 1921 | 2012 | 91  | France                   | Réalisateur de cinéma | [ 137 ] |
|          | Ian Marter                        | 28 oct.    | 1944 | 1986 | 42  | Royaume-Uni              | Acteur | [ 138 ] |
|          | Georges Mathias                   | 14 oct.    | 1826 | 1910 | 84  | France                   | Pianiste et compositeur | [ 139 ] |
|          | Gilles Ménage                     | 5 juill.   | 1943 | 2017 | 74  | France                   | Haut fonctionnaire | [ 140 ] |
|          | Joe Mercer                        | 9 août     | 1914 | 1990 | 76  | Royaume-Uni              | Joueur puis entraîneur de football | [ 141 ] |
|          | Kurt Meyer                        | 23 déc.    | 1910 | 1961 | 51  | Allemagne                | Fonctionnaire, officier dans les Waffen-SS | [ 142 ] |
|          | Leda Mileva                       | 5 fév.     | 1920 | 2013 | 93  | Bulgarie                 | Écrivaine | [ 143 ] |
|          | Octave Mirbeau                    | 16 fév.    | 1848 | 1917 | 69  | France                   | Écrivain, critique d'art et journaliste | [ 144 ] |
|          | Hans Mommsen                      | 5 nov.     | 1930 | 2015 | 85  | Allemagne                | Historien | [ 145 ] |
|          | Levi Morton                       | 16 mai     | 1824 | 1920 | 96  | États-Unis               | Homme politique, 22e vice-président des États-Unis | [ 146 ] |
|          | Gerhard Müller                    | 10 mai     | 1929 | 2024 | 95  | Allemagne                | Théologien luthérien | [ 147 ] |
|          | Charles Muscat                    | 13 janv.   | 1963 | 2011 | 48  | Malte                    | Footballeur international | [ 148 ] |
|          | Edgar Negret                      | 11 oct.    | 1920 | 2012 | 92  | Colombie                 | Sculpteur | [ 149 ] |
|          | Nels Nelsen                       | 3 juin     | 1894 | 1943 | 49  | Canada                   | Sauteur à ski | [ 150 ] |
|          | Louis Nicollin                    | 29 juin    | 1943 | 2017 | 74  | France                   | Entrepreneur dans le domaine du nettoyage urbain et président du club de football du Montpellier HSC                                                        | [ 151 ] |
|          | Manuel da Nóbrega                 | 18 oct.    | 1517 | 1570 | 53  | Portugal                 | Prêtre jésuite | [ 152 ] |
|          | Lawrence Oates                    | 17 mars    | 1880 | 1912 | 32  | Royaume-Uni              | Explorateur de l'Antarctique | [ 153 ] |
|          | Edna May Oliver                   | 9 nov.     | 1883 | 1942 | 59  | États-Unis               | Actrice | [ 154 ] |
|          | Masahide Ōta                      | 12 juin    | 1925 | 2017 | 92  | Japon                    | Homme politique | [ 155 ] |
|          | Barthélémy Ott                    | 14 oct.    | 1901 | 1982 | 81  | France                   | Homme politique | [ 156 ] |
|          | Yasujirō Ozu                      | 12 déc.    | 1903 | 1963 | 60  | Japon                    | Réalisateur de cinéma | [ 157 ] |
|          | Stéphane Paille                   | 27 juin    | 1965 | 2017 | 52  | France                   | Footballeur international | [ 158 ] |
|          | Louis Paufique                    | 22 juin    | 1899 | 1981 | 82  | France                   | Ophtalmologiste | [ 159 ] |
|          | Bert Patenaude                    | 4 nov.     | 1909 | 1974 | 65  | États-Unis               | Footballeur international, auteur du premier triplé de l'histoire de la coupe du monde                                                                      | [ 160 ] |
|          | Flor Peeters                      | 4 juill.   | 1903 | 1986 | 83  | Belgique                 | Organiste et compositeur de musique classique | [ 161 ] |
|          | Vincenzo Peruggia                 | 8 oct.     | 1881 | 1925 | 44  | Italie                   | Peintre en bâtiment et vitrier, voleur d'œuvre d'art | [ 162 ] |
|          | Jean Piccard                      | 28 janv.   | 1884 | 1963 | 79  | Suisse États-Unis        | Chimiste, ingénieur, professeur et aéronaute. Frère jumeau d'Auguste Piccard, décédé quelques mois après Auguste à la date anniversaire de leur naissance.  | [ 163 ] |
|          | Piem                              | 12 nov.    | 1923 | 2020 | 97  | France                   | Dessinateur | [ 164 ] |
|          | Iouri Poïarkov                    | 10 fév.    | 1937 | 2017 | 80  | Union soviétique Ukraine | Joueur de volley | [ 165 ] |
|          | Carlo Poma                        | 7 déc.     | 1823 | 1852 | 29  | Italie                   | Médecin, combattant pour la liberté et un des martyrs de Belfiore                                                                                           | [ 166 ] |
|          | Jean-Bertrand Pontalis            | 15 janv.   | 1924 | 2013 | 89  | France                   | Philosophe, psychanalyste et écrivain | [ 167 ] |
|          | Frédéric-Charles de Prusse        | 6 avr.     | 1893 | 1917 | 24  | Allemagne                | Aviateur et cavalier professionnel, médaillé de bronze en saut d'obstacles aux JO de 1912                                                                   | [ 168 ] |
|          | Gigi Proietti                     | 2 nov.     | 1940 | 2020 | 80  | Italie                   | Acteur, comique, cabarettiste, doubleur, animateur de télévision, metteur en scène, réalisateur de télévision, chanteur, directeur artistique et enseignant | ,       |
|          | Giuseppe Puglisi                  | 15 sept.   | 1937 | 1993 | 56  | Italie                   | Prêtre, martyr et bienheureux | [ 171 ] |
|          | Ottaviano Raggi                   | 31 déc.    | 1592 | 1643 | 51  | Italie                   | Cardinal catholique | [ 172 ] |
|          | Thomas Stamford Raffles           | 5 juill.   | 1781 | 1826 | 45  | Royaume-Uni              | Militaire et naturaliste | [ 173 ] |
|          | Raphaël                           | 6 avr.     | 1483 | 1520 | 37  | Italie                   | Peintre | [ 174 ] |
|          | Colette Régis                     | 23 oct.    | 1893 | 1978 | 85  | France                   | Actrice | [ 175 ] |
|          | Théophile Reyn                    | 8 mars     | 1860 | 1941 | 81  | Belgique                 | Prêtre catholique | [ 176 ] |
|          | Frieda von Richthofen             | 11 août    | 1879 | 1956 | 77  | Allemagne                | Intellectuelle | [ 177 ] |
|          | Lena Rice                         | 21 juin    | 1866 | 1907 | 41  | Irlande                  | Joueuse de tennis | [ 178 ] |
|          | Dick Rivers                       | 24 avr.    | 1945 | 2019 | 74  | France                   | Chanteur de rock | [ 179 ] |
|          | Pierre Rivière                    | 7 nov.     | 1871 | 1961 | 90  | France                   | Prélat, évêque de Monaco | [ 180 ] |
|          | Félix Rodríguez de la Fuente      | 14 mars    | 1928 | 1980 | 52  | Espagne                  | Naturaliste et homme de radio et télévision | [ 181 ] |
|          | Joseph Roduit                     | 17 déc.    | 1939 | 2015 | 76  | Suisse                   | Homme d'église | [ 182 ] |
|          | Giulio Roma                       | 16 sept.   | 1584 | 1652 | 68  | Italie                   | Cardinal catholique | [ 183 ] |
|          | Franklin Delano Roosevelt Jr.     | 17 août    | 1914 | 1988 | 74  | États-Unis               | Homme politique | [ 32 ]  |
|          | Philippe Roques                   | 7 fév.     | 1910 | 1943 | 33  | France                   | Militaire | [ 184 ] |
|          | Jacques Roubaud                   | 5 déc.     | 1932 | 2024 | 92  | France                   | Poète, écrivain et mathématicien | [ 185 ] |
|          | André Routis                      | 16 juill.  | 1900 | 1969 | 69  | France                   | Boxeur | [ 186 ] |
|          | Bidhan Chandra Roy                | 1er juill. | 1882 | 1962 | 80  | Inde                     | Médecin et homme politique | [ 187 ] |
|          | Tatiana Samoïlova                 | 4 mai      | 1934 | 2014 | 80  | Russie                   | Actrice | [ 188 ] |
|          | Friedrich von Schreiber           | 23 mai     | 1819 | 1890 | 71  | Allemagne                | Archevêque catholique | [ 189 ] |
|          | Issai Schur                       | 10 janv.   | 1875 | 1941 | 66  | Allemagne Russie         | Mathématicien | [ 190 ] |
|          | Jean-Claude Servan-Schreiber      | 11 avr.    | 1918 | 2018 | 100 | France                   | Homme de presse et homme politique | [ 191 ] |
|          | Ali-Asghar Shahbazi               | 29 nov.    | 1922 | 2020 | 98  | Iran                     | Acteur | [ 192 ] |
|          | Robert Skelton                    | 25 juin    | 1903 | 1977 | 74  | États-Unis               | Nageur, champion olympique du 200 mètres brasse aux JO de 1924                                                                                              | [ 193 ] |
|          | André Soubiran                    | 29 juill.  | 1910 | 1999 | 89  | France                   | Médecin et écrivain | [ 194 ] |
|          | Ellie Soutter                     | 25 juill.  | 2000 | 2018 | 18  | Royaume-Uni              | Snowboardeuse | [ 195 ] |
|          | Théodore Steeg                    | 19 déc.    | 1868 | 1950 | 82  | France                   | Homme politique | [ 196 ] |
|          | Austin Stoker                     | 7 oct.     | 1930 | 2022 | 92  | France                   | Acteur | [ 197 ] |
|          | Vincent-Marie Strambi             | 1er janv.  | 1745 | 1824 | 79  | Italie                   | Évêque et saint | [ 198 ] |
|          | Simeone Tagliavia d'Aragonia      | 20 mai     | 1550 | 1604 | 54  | Italie                   | Cardinal catholique | [ 199 ] |
|          | Massamesso Tchangaï               | 8 août     | 1978 | 2010 | 32  | Togo                     | Footballeur international | [ 200 ] |
|          | Valeriï Tchybineïev               | 3 mars     | 1988 | 2022 | 34  | Ukraine                  | Militaire | [ 201 ] |
|          | Tulku Thondup                     | 29 déc.    | 1937 | 2023 | 86  | Tibet                    | Maître bhouddiste | [ 202 ] |
|          | Gérard Vergez                     | 24 déc.    | 1935 | 2021 | 86  | France                   | Metteur en scène | [ 203 ] |
|          | Fran Warren                       | 4 mars     | 1926 | 2013 | 87  | États-Unis               | Chanteuse | [ 204 ] |
|          | Gérard Weber                      | 18 nov.    | 1948 | 2016 | 68  | France                   | Homme politique |         |
|          | Jean-Julien Weber                 | 13 fév.    | 1888 | 1981 | 93  | France                   | Archevêque, évêque de Strasbourg | [ 205 ] |
|          | Nathaniel Parker Willis           | 20 janv.   | 1806 | 1867 | 61  | États-Unis               | Homme de presse et écrivain | [ 206 ] |
|          | Peter Woodcock                    | 5 mars     | 1939 | 2010 | 71  | Canada                   | Tueur en série et pédocriminel | [ 207 ] |
|          | Ulrich de Wurtemberg              | 13 juin    | 1877 | 1944 | 67  | Allemagne                | Duc de Wurtemberg | [ 208 ] |
|          | Tore Ylwizaker (de)               | 16 août    | 1970 | 2024 | 54  | Norvège                  | Claviériste, membre du groupe Ulver | [ 209 ] |
|          | Akira Yoshizawa                   | 14 mars    | 1911 | 2005 | 94  | Japon                    | Origamiste | [ 210 ] |
|          | Ahmad Zahir                       | 14 juin    | 1946 | 1979 | 33  | Afghanistan              | Chanteur | [ 211 ] |
|          | Léon Zitrone                      | 25 nov.    | 1914 | 1995 | 81  | France                   | Journaliste | [ 212 ] |

## Morts le jour de leur naissance
- Alexandre Stuart (16 octobre 1430), duc de Rothesay, cinquième enfant de Jacques Ier d'Écosse et de Jeanne Beaufort[213].
- François de France (4 décembre 1466), sixième enfant du roi de France Louis XI et de la reine Charlotte de Savoie.
- Jeanne de France (24 juin 1556), dixième enfant du roi de France Henri II et de la reine Catherine de Médicis.
- Marie-Caroline d'Autriche (17 septembre 1748), neuvième enfant de l'empereur du Saint-Empire François Ier de la reine Marie-Thérèse d'Autriche.